# Wolfgang Limmer
Wolfgang Limmer (* 19. Juni 1946 in Augsburg) ist ein deutscher Drehbuchautor und Filmregisseur.
Limmer studierte Amerikanistik und Psychologie. Seit 1984 ist er freier Autor. Zeitweise war er auch Filmeditor und Filmkritiker. 1993 gewann er den Deutschen Drehbuchpreis und war Mitglied der Jury des Bayerischen Filmpreises.

## Filmographie (Auswahl)

### Als Regisseur
- 1995: Heimatgeschichten
- 1998: Im Atem der Berge
- 1999: Benzin im Blut
- 2000: Heimliche Küsse – Verliebt in ein Sex-Symbol
- 2001: SK Kölsch
- 2005: Neues aus Büttenwarder
- 2005: Die Blaumänner

### Als Drehbuchautor
- 1988: An American Place
- 1989: Knastmusik
- 1990: Bei mir liegen Sie richtig
- 1991: Geschichten aus der Heimat
- 1992: Tücken des Alltages
- 1993: Geschichten aus der Heimat – Blattschluß
- 1993: Familienehre
- 1995: Die Straßen von Berlin
- 1995: Zwei Männer und die Frauen
- 1997: Geschichten aus der Heimat – Affenliebe
- 1998: Im Atem der Berge
- 1998: Geraubte Unschuld
- 1998: Liebe im Schatten des Drachen
- 1999: Rosa Roth – Wintersaat
- 1999: Benzin im Blut
- 1999: Honigfalle – Verliebt in die Gefahr
- 1999: Polizeiruf 110: Kopfgeldjäger
- 2001: SK Kölsch
- 2002: Polizeiruf 110: Silikon Walli
- 2002: Im Visier der Zielfahnder
- 2003: Pfarrer Braun: Der siebte Tempel
- 2003: Pfarrer Braun: Das Skelett in den Dünen
- 2004: Pfarrer Braun: Ein verhexter Fall
- 2004: Pfarrer Braun: Der Fluch der Pröpstin
- 2004: Unter weißen Segeln – Kompass der Liebe
- 2005: Unter weißen Segeln – Odyssee der Herzen
- 2005: Die Blaumänner
- 2007: Die Zürcher Verlobung – Drehbuch zur Liebe
- 2009: Meine Tochter und der Millionär
- 2009: Romeo und Jutta
- 1995–2009: Heimatgeschichten
- 2010: Habermann[2]
- 2012: 2 für alle Fälle – Manche mögen Mord
- 2014: Pfarrer Braun: Brauns Heimkehr
- 2017: Ein Sommer im Allgäu
- 2019: Liebe verjährt nicht[3][4][5]

## Bücher
- 1981: Rainer Werner Fassbinder Filmmacher
- 1986: Tschernobyl Die Informationslüge Anleitung zum Volkszorn
- 2013: Männerlügen